# Cmentarze wojenne w Korczynie
Cmentarze wojenne w Korczynie – dwie mogiły zbiorowe z I wojny światowej położone na terenie miejscowości Korczyna, w gminie Korczyna, w powiecie krośnieńskim, w województwie podkarpackim.

## Opis
Mogiły żołnierskie w Korczynie są pokłosiem walk, do jakich doszło tu w 1914, na przełomie 1914/1915 oraz majowej ofensywy państw centralnych  1915. W Korczynie znajdują się trzy zbiorowe mogiły oddalone od siebie: dwie w różnych miejscach na nowym cmentarzu komunalnym przy ulicy Stanisław Pigonia i jedna na dawnym przykościelnym cmentarzu, gdzie stała wcześniejsza świątynia w tej miejscowości.

### Południowa mogiła zbiorowa na nowym cmentarzu
(49°42′46,4″N 21°48′54,0″E/49,712889 21,815000)
Mogiła znajduje się po południowej stronie alei głównej. Gruntownie remontowana w latach 2017–18. Ziemną kwaterę o kształcie prostokąta o wymiarach ok. 20 m x 2,5 m otoczono kamiennym obramowaniem zwieńczonym niskimi słupkami. Wnętrze wysypano kamiennym grysem. W centrum umieszczono na betonowej płycie kamienny krzyż z wyrytymi datami: 1914 – 1918. Pochowano w niej nieznaną liczbę niezidentyfikowanych żołnierzy, najprawdopodobniej różnej narodowości. 

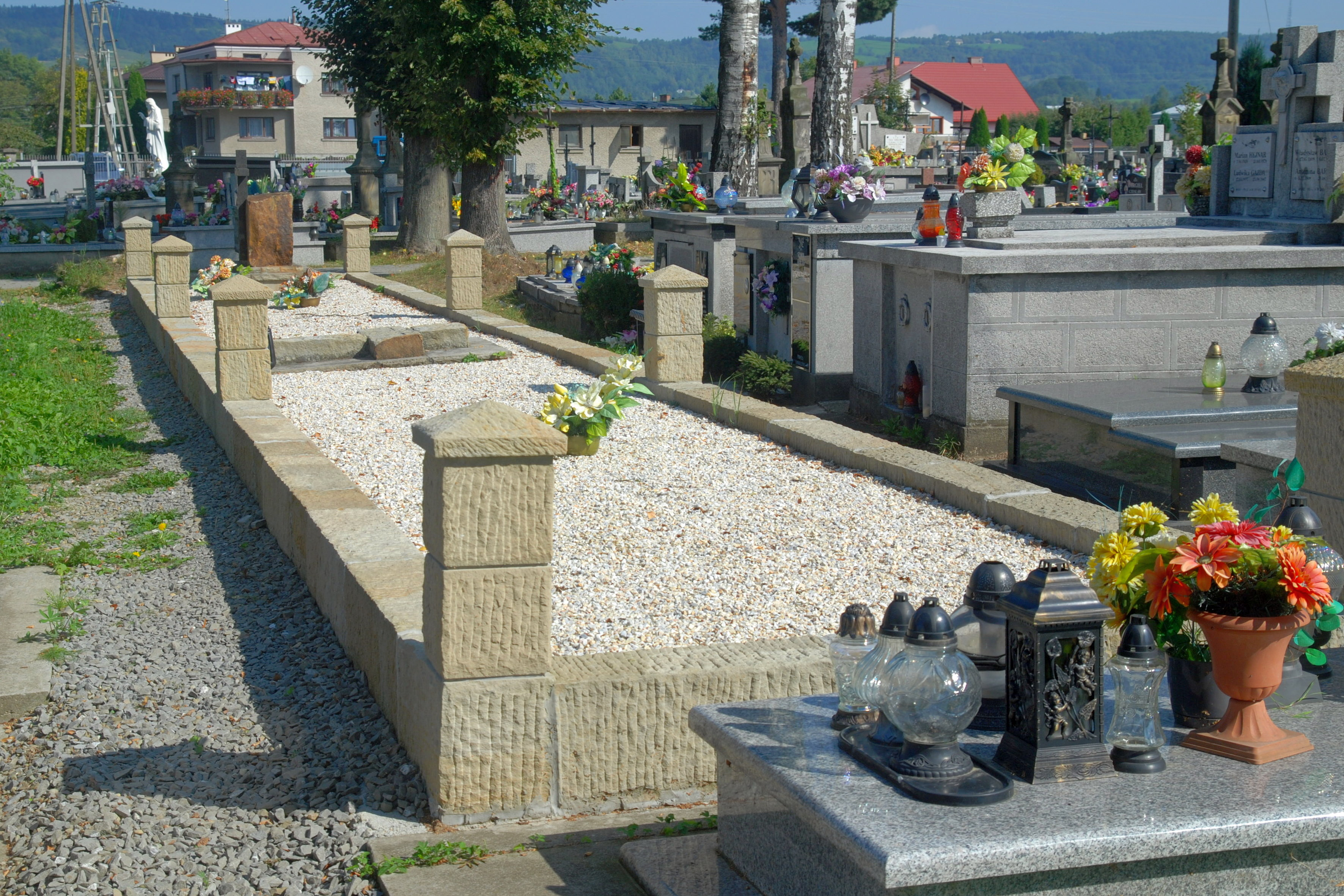
Widok od strony południowej
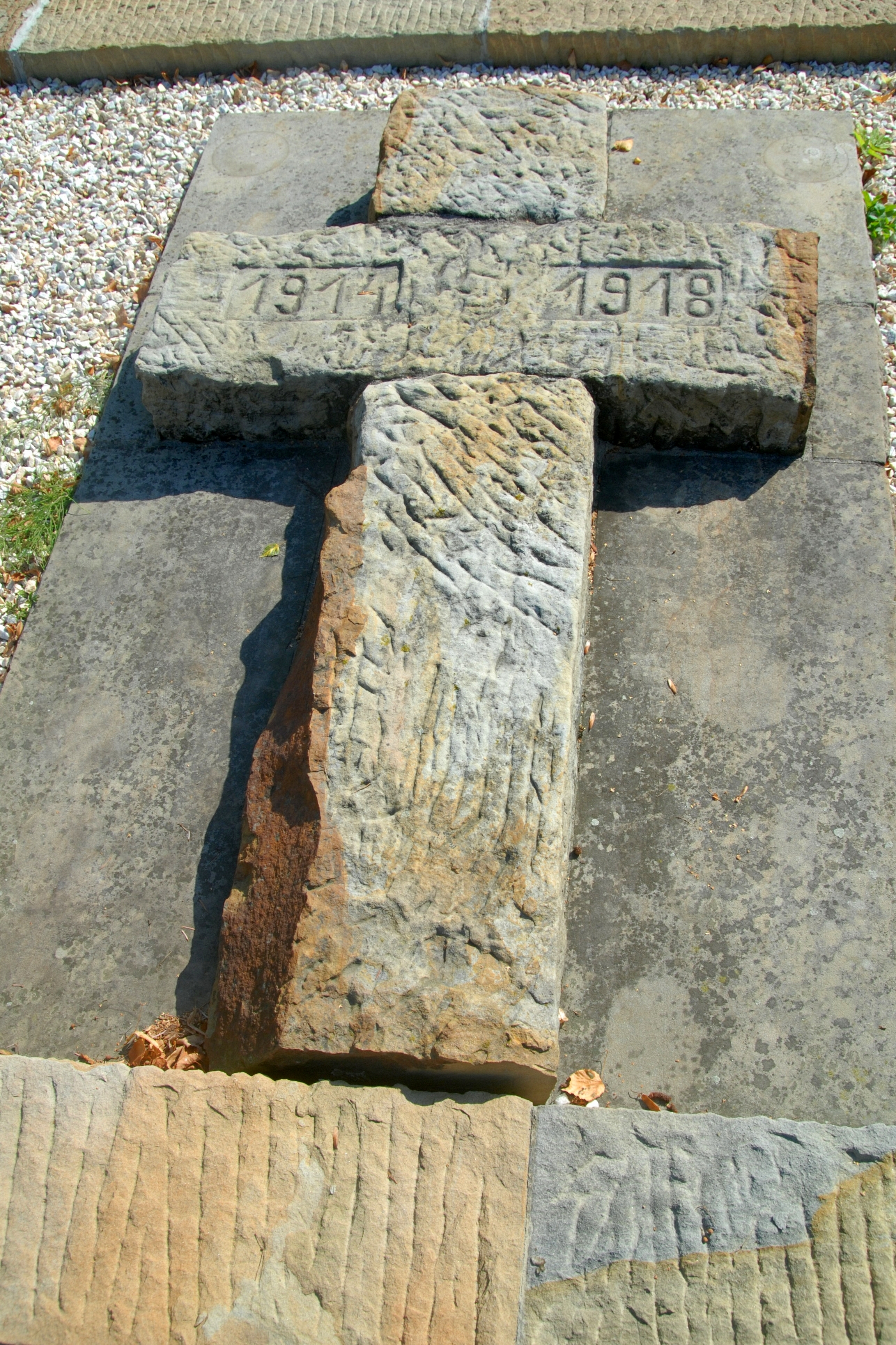
Element
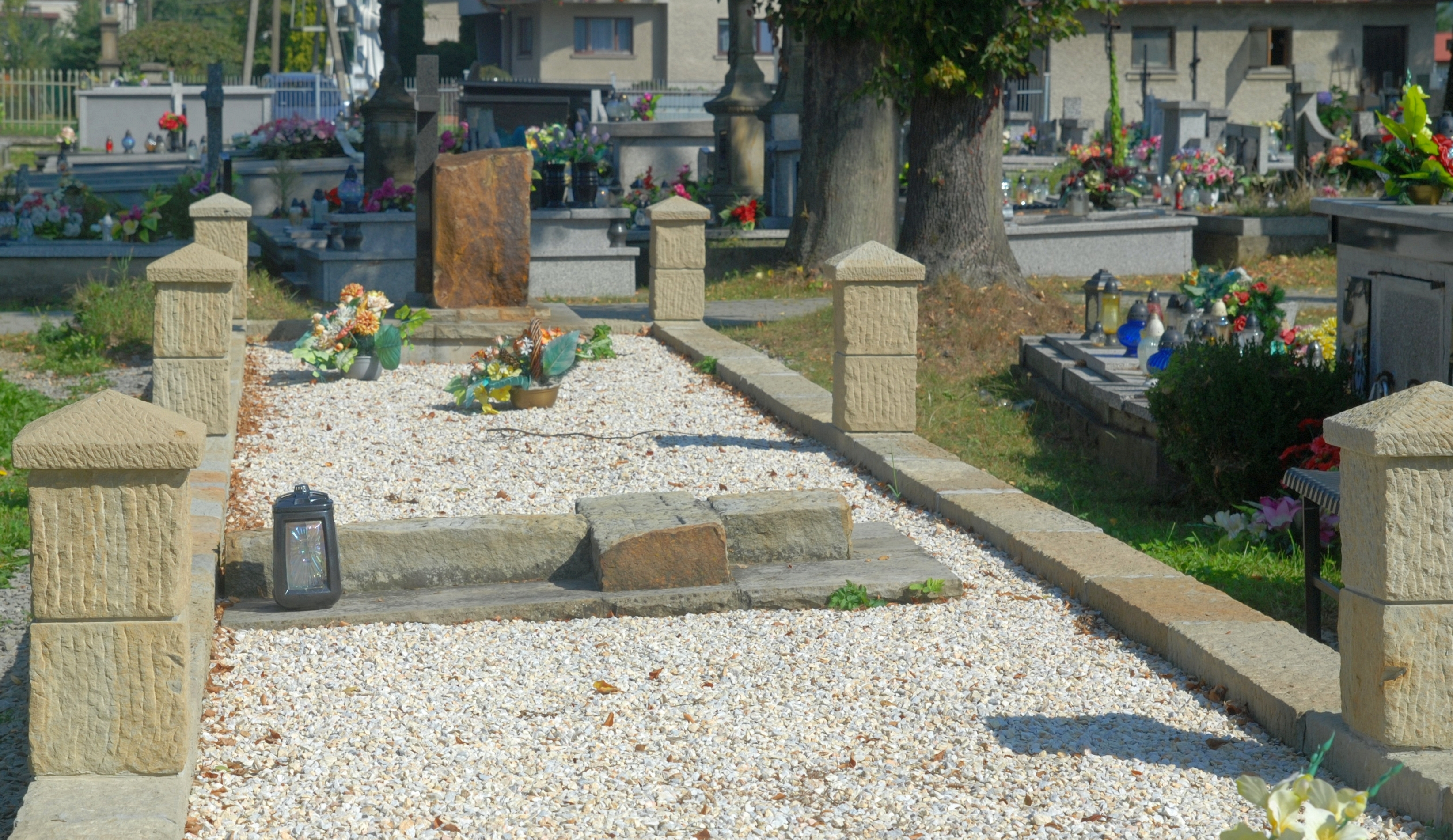
Fragment mogiły

### Północna mogiła zbiorowa na nowym cmentarzu
(49°42′47,6″N 21°48′54,8″E/49,713222 21,815222)
Znajduje się w przy północnym ogrodzeniu cmentarza komunalnego. Gruntownie remontowana w latach 2017–18. Ma kształt prostokąta, wymiarach około 13 m x 3 m. Urządzona podobnie jak południowa mogiła: otoczona kamiennym obramowaniem zwieńczonym niskimi słupkami z wnętrzem wysypanym kamiennym grysem. Na mogile ustawiono drewniany, „zachodniogalicyjski” krzyż z metalową tabliczką inskrypcyjną:

MOGIŁA ZBIOROWA NIEZNANYCH ŻOŁNIERZY POLEGŁYCH 1914-1915
CHCĄC UCZCIĆ BOHATERÓW CO LEŻĄ TO NIEMI
CHCĄC UCZCIĆ BOHATERÓW CO LEŻĄ TO NIEMI

Pochowano w niej nieznaną liczbę niezidentyfikowanych żołnierzy, najprawdopodobniej różnej narodowości.

### Mogiła zbiorowa w obrębie starego cmentarza przykościelnego
(49°42′56,7″N 21°48′42,3″E/49,715750 21,811750)
Ziemny, zbiorowy grób znajduje się w obrębie starego cmentarza przykościelnego. Mogiła remontowana w 2015. Kwaterę otacza niski murek przykryty daszkiem dwuspadowym. W centralnej części, przylegając do murka, stoi wysoki drewniany krzyż typu łacińskiego, nakryty drewnianym daszkiem. Na skrzyżowaniu ramion krzyża widnieje emaliowana tabliczka z napisem:

Miejsce spoczynku
żołnierzy austro-węgierskich
z okresu I wojny światowej
1914-1918

Na mogile znajduje się także mniejszy metalowy krzyż z imienną tabliczką węgierskiego żołnierza.
Nieznana jest liczba spoczywających tutaj żołnierzy, prawdopodobnie armii austro-węgierskiej.